# День антифашистской борьбы

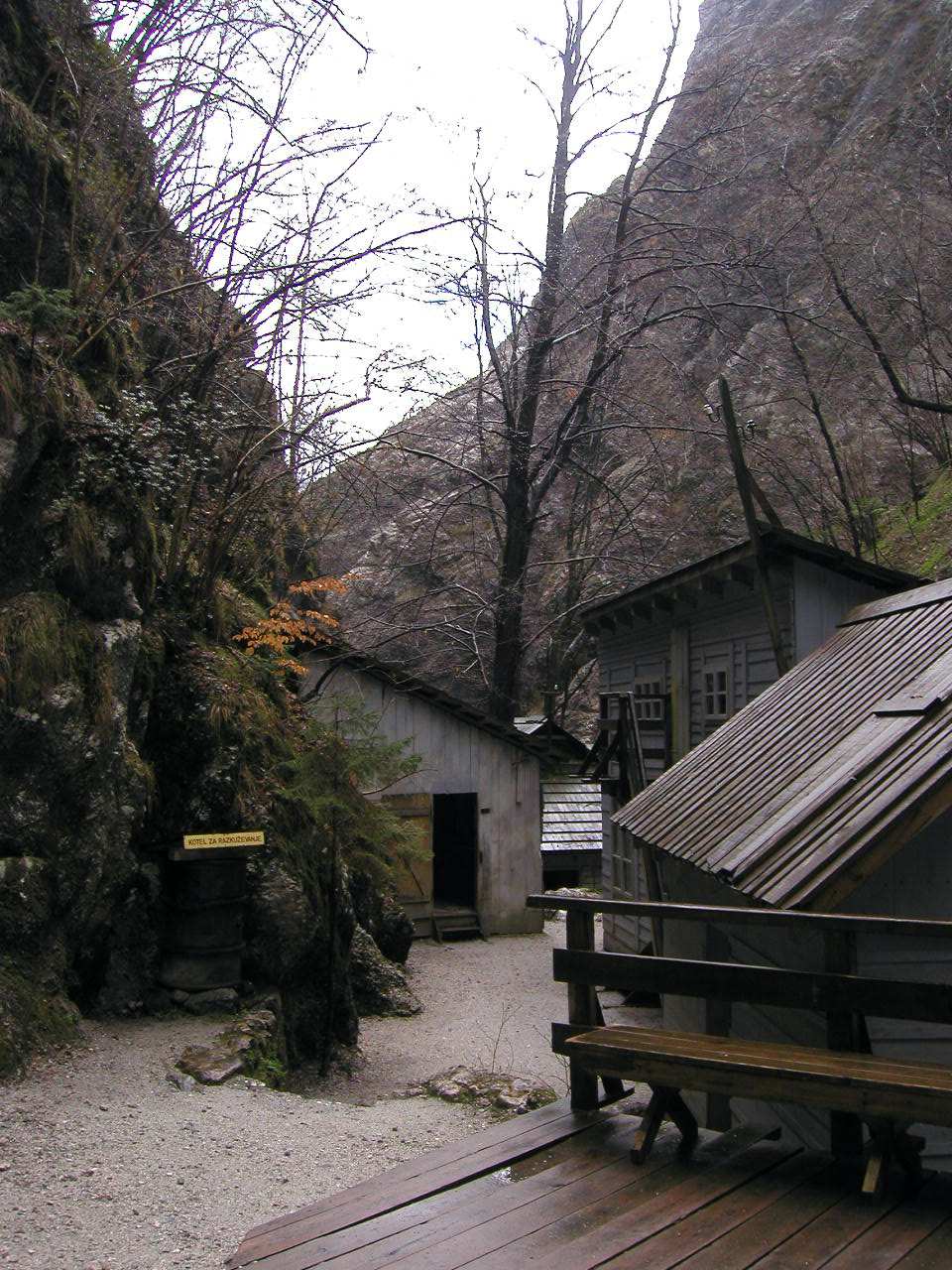
Партизанский лагерь в ущелье Франья (Словения)

День антифашистской борьбы (хорв. Dan antifašističke borbe) — национальный праздник в Хорватии. Отмечается 22 июня в память о дне образования первого сисакского партизанского отряда (назван по близлежащему городу Сисак). Отряд был создан 22 июня 1941 года, и в Хорватии он считается первой антифашистской организацией во всей оккупированной Европе.
Праздник существует со времени выхода Хорватии из состава Югославии. Ранее в СФРЮ как День антифашистской борьбы отмечалось 27 июля — День восстания — в знак памяти первого выстрела в Сербе.